# 希尔瓦尼·穆拉多夫

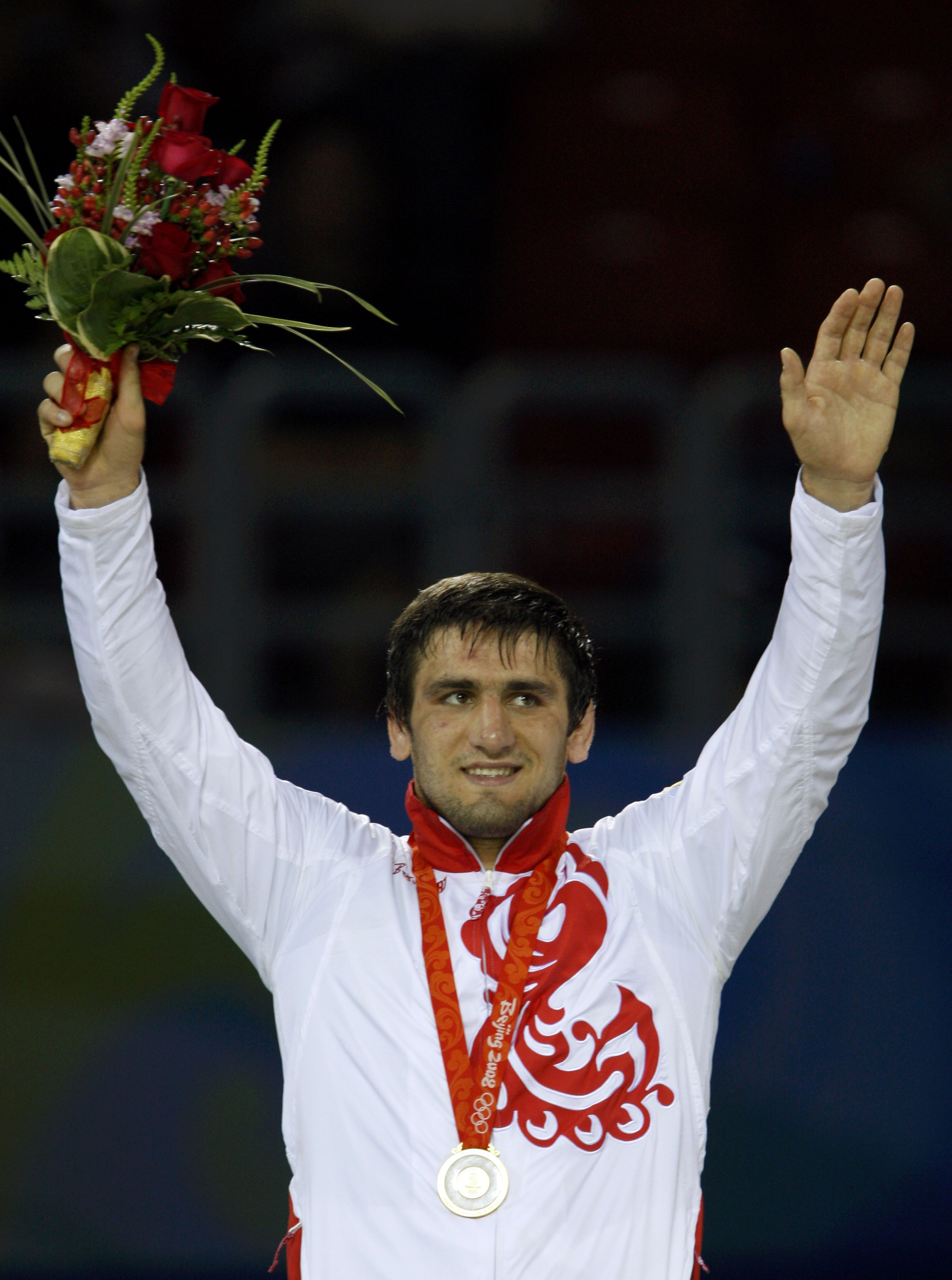
穆拉多夫在2008年夏季奥运会上

希尔瓦尼·穆拉多夫（Ширвани Гаджикурбанович Мурадов；1985年6月20日—）是出生于达吉斯坦的一名俄罗斯男子自由式摔跤运动员，曾获得2008年夏季奥运会摔跤项目金牌和2007年欧洲锦标赛冠军。